# Yaminawá
Gli Yaminawá sono un gruppo etnico del Brasile, del Perù, e della Bolivia.

## Lingua
Parlano la lingua Yaminawá (codice ISO 639: YAA), che appartiene alla famiglia linguistica pano, lo spagnolo ed il portoghese.

## Insediamenti
Vivono negli stati brasiliani dell'Acre e dell'Amazonas, nel territorio indigeno Cabeceiras do Rio Acre (approvato nel 1998), all'interno del comune di Assis Brasil, al confine con il Perù. Vivono inoltre nei pressi dei fiumi Purús, Curanja, Piedras, Mapuya, Huacapishtea, Tahuamanu, Cashpajali e Sepahua in Perù, e in Bolivia, in un villaggio denominato A Escola a due ore di canoa da Assis Brasil.
Nel comune brasiliano di Brasiléia, nel bairro di Samaúma, vive un piccolo contingente di Yaminawá, migrato in zona probabilmente a causa di una passata scissione interna; questo sottogruppo è conosciuto con il nome di Bashonawá e vive in una situazione precaria senza un territorio assegnato in via ufficiale. Nei pressi dei fiumi Purus e Iaco, all'interno del territorio indigeno di Mamoadate, vi è un piccolo villaggio che raccoglie un altro centinaio di Yaminawá. Altri piccoli gruppi sono dispersi nelle comunità di Paumari lungo il fiume Purus. In territorio peruviano vi sono altri gruppi lungo i fiumi Juruá, Mapuya e Huacapishtea. A causa della forte dispersione di questa etnia, è difficile stabilire con certezza la diffusione anche per la facilità con cui gli Yaminawá si disperdono all'interno di altri gruppi etnici instaurando legami matrimoniali.